# Dvorjanci
Dvorjanci – wieś w Chorwacji, w żupanii karlowackiej, w mieście Duga Resa. W 2011 roku liczyła 123 mieszkańców.